# Chiesa di San Michele Arcangelo (Levanto)
La chiesa di San Michele Arcangelo è un luogo di culto cattolico situato nella frazione di Fontona nel comune di Levanto, in provincia della Spezia. La chiesa è sede della parrocchia omonima del vicariato della Riviera della diocesi della Spezia-Sarzana-Brugnato.

## Storia e descrizione
La prima parrocchiale di Fontona, anch'essa intitolata all'arcangelo Michele, fu edificata sicuramente in un periodo risalente al XII secolo. Nel corso dei secoli dovette essere riedificata per ben tre volte a causa dei movimenti franosi che rendevano instabili i terreni su cui il sito religioso insisteva e che indussero al definitivo abbandono della chiesa nel 1620.
Tuttavia furono altre le concause, oltre alle frane, che portarono al trasferimento dell'edificio: l'aumento della popolazione locale e la distanza della chiesa dall'attuale centro abitato di Fontona. La nuova parrocchiale, sempre dedicata a san Michele, fu quindi costruita nella sede attuale nella prima metà del XVII secolo.
L'antica cappella, dopo un accurato restauro tra i secoli XVIII e XIX, fu elevata al titolo di santuario e dedicata alla Madonna del Soccorso.